# ちゃっきり娘
ちゃっきり娘（ちゃっきりむすめ）は、日本の漫才トリオ。1964年に結成し新花月で初舞台。

## メンバー
- 松原春美（まつばら　はるみ、本名・三国とみえ、大阪府住吉出身、1946年3月29日 - ）三味線担当。民謡の黒田幸子（初代）門下。ツッコミ担当。立ち位置は中央、初代夏美在籍時は向かって右。
- 松原夏美（初代）（まつばら　なつみ、本名・三国和子、大阪府住吉出身、1943年 - ）ギター担当。春美の実姉。結婚を期に1967年に引退。立ち位置は中央。
- 松原夏美（二代目）（まつばら　なつみ、本名・坂上末美子、愛知県北設楽郡出身、1948年2月11日 - ）ギター担当。初代の引退後に加入し6月に神戸の松竹座で初舞台。立ち位置は向かって右。
- 松原秋美（まつばら　あきみ、本名・吉田悠紀子、鳥取県米子市出身、1943年1月20日 - ）アコーディオン担当。民謡の黒田幸子（初代）門下。立ち位置は向かって左。

## 概要
春美と初代夏美の父が電気屋で興行師であった。秋美の両親は安来節が好きであったために芸界入り。1963年に結成。「〽 ハァー、ちゃっきり、ちゃっきり、ちゃっきりな、ちゃっきり娘が、飛びー出ーしーたー。」というテーマソングで知られる。
役どころとしては春美が純日本風の美人で二枚目、秋美が三枚目、夏美がその取り持ち役といったところ。
角座の舞台を中心に人気・実力を備えた音曲トリオであり、特に秋美の民謡(ちゃっきり節)で鍛えた歌とパワフルな救急車の物まねが定番である。
1987年その秋美がクモ膜下出血で倒れ、一時は再起不能とまで報じられた。しかし春美・夏美の願いが通じたのか完全復帰し舞台を務めたが、1990年代中盤より活動休止状態となっている。
この病に倒れてから復帰にいたるまでの経緯については、春美が『神さまが命、もどしてくれた―重度記憶喪失の秋美ちゃん、奇跡の再起』（主婦と生活社）を著し、またテレビドラマ化もされた。

## 出演
- KDD（1995年）

## レコード
- 『大阪女のふられ節』（ユニオンレコード、LPレコード）

## 賞歴
- 1978年 上方お笑い大賞金賞
- 1979年 上方漫才大賞奨励賞